# 贾斯赫普尔纳加尔
贾斯赫普尔纳加尔（Jashpur nagar），是印度恰蒂斯加尔邦Jashpur县的一个城镇。总人口20190（2001年）。

## 人口
该地2001年总人口20190人，其中男性11020人，女性9170人；0—6岁人口2695人，其中男1434人，女1261人；识字率71.17%，其中男性为74.71%，女性为66.92%。